# Der Fliederstrauß

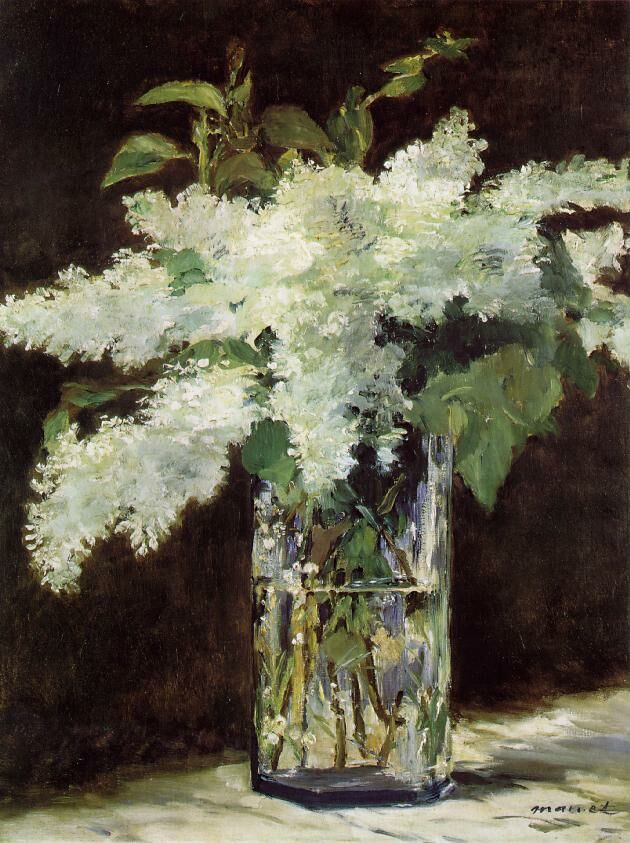
Der Fliederstrauß
Édouard Manet, um 1882
54 × 42 cm
Öl auf Leinwand
Staatliche Museen zu Berlin, Alte Nationalgalerie

Der Fliederstrauß (französisch Lilas blanc dans un vase de verre) ist ein Gemälde des französischen Malers Édouard Manet. Das um 1882 entstandene Bild ist in Öl auf Leinwand gemalt und hat die Abmessungen 54 cm × 42 cm. Es zeigt einen weißen Fliederstrauß in einer Vase auf einer Tischplatte vor dunklem Hintergrund. Das Bild ist Teil einer Serie von Blumenstillleben, die der Künstler in seinen von Krankheit geprägten letzten Lebensmonaten schuf und die als Vanitas-Symbol gelesen werden können. Das Gemälde gehört zur Sammlung der Alten Nationalgalerie der Staatlichen Museen zu Berlin.

## Bildbeschreibung
Das Gemälde zeigt ein Blumenstillleben. Auf einer Tischplatte steht eine von der Bildmitte etwas nach rechts gerückte Glasvase mit einigen Zweigen weißen Flieders vor dunklen Hintergrund. Das durchsichtige Gefäß hat einen sechseckigen Boden und an den seitlichen Glasflächen dekorative weiße Punkte. In der bis zur Hälfte mit Wasser gefüllten Vase stehen mehrere Fliederzweige. Manet zeigt durch seine geschickte Pinselführung die Formbrechung der in der Vase stehenden Stängel – im oberen Bereich durch die Wand des Glases einfach, im mit Wasser gefüllten unteren Bereich doppelt. Über den oberen Rand der Vase ragen zu allen Seiten, teilweise bis an den Bildrand, die Zweige mit den vereinzelten grünen Blättern und ihrer reichen weißen Blütenpracht. Ein reines Weiß ist jedoch nur an wenigen Stellen zu finden – die Blüten weisen meist graue, gelbe, blaue oder grüne Einfärbungen auf. Während der Maler bei den kleinen Blüten einen tupfenden Farbauftrag gewählt hat, sind die Blätter mit deutlich sichtbaren breiten langgezogenen Pinselstrichen wiedergegeben. Die Vase ist auf einer hellen Tischplatte platziert, die, im Bild schräg wiedergegeben und von den Rändern angeschnitten, von der unteren linken Ecke diagonal zur rechten Seite ansteigt. In der Tischplatte ist durch einzelne horizontale dunklere Pinselstriche eine Marmorierung angedeutet. Auffällig ist die zum Hintergrund verwischte Tischkante, die Manets insgesamt flüchtige Malweise unterstreicht. Der nahezu monochrome Hintergrund ist in einem beinahe schwarz wirkenden Dunkelbraun gehalten. Der Strauß erscheint im vollen Licht, das von vorn links auf das Objekt fällt, sodass die Vase auf der Tischplatte einen kurzen Schatten nach rechts wirft. Das Bild ist unten rechts auf der Tischfläche mit „Manet“ signiert, aber nicht datiert.
Verschiedene Autoren haben versucht, Manets Fliederstrauß geistreich zu beschreiben. Zu den frühesten zu diesem Bild veröffentlichten Texten gehören die Anmerkungen des Kunsthistoriker Julius Meier-Graefe aus dem Jahr 1907. Er lobt das Gemälde im schwärmerischen Stil der Zeit: „Manets Flieder ist, wenn man so sagen kann, weit fliederhafter als die natürliche Blume.“ Ähnlich äußerte sich der damalige Direktor der Berliner Nationalgalerie Hugo von Tschudi: „Der Geschmack der Anordnung, die koloristische Kraft, diese suggestive Technik, die mit dem geringsten Aufwand die Erscheinung erschöpfend gibt, ist reifster Manet.“ Jahrzehnte später, 1967, formulierte der Kunsthistoriker Peter Krieger: „An einem farb- und formkargen Motiv steigerte sich Manets reine Malerei in die Sphäre des Einmaligen“ und führt weiter aus „Das kleine Werk von höchster Vergeistigung hat das summarisch Abkürzende, in jedem Strich unfehlbar Treffende reifer Meisterschaft. Ein einsamer Höhepunkt der Stillebenmalerei im 19. Jahrhundert.“ Zwanzig Jahre später findet sich im Museumsführer von 1987 die Kurzbeschreibung: „Der Fliederstrauß, kein vielfarbiges Arrangement, sondern eine auf kleinste Nuancierungen des Weiß beschränkte summarisch abkürzende Apotheose des Blühens vor dunklem Grund.“

## Manets letzte Blumenstillleben
In Manets Œuvre finden sich erste Blumenstillleben bereits in den 1860er Jahren. Danach griff er solche Motive nur vereinzelt wieder auf. Erst gegen Ende seines Lebens wandte er sich diesem Sujet verstärkt zu und schuf um das Jahr 1882 rund zwanzig Blumenstillleben, wobei eine genaue Datierung bei diesen späten Werken nicht möglich ist. Seit etwa 1878 litt Manet unter den Folgen einer Syphiliserkrankung, die bei ihm insbesondere Lähmungserscheinungen im linken Bein verursachte, sodass ihm zunehmend das Gehen schwer fiel. Zur Besserung seiner Gesundheit hielt er sich ab 1879 die Sommermonate über zur Kur in verschiedenen Pariser Vororten auf, zuletzt 1882 in Rueil. Ein Großteil der letzten Blumenstillleben ist möglicherweise während des Sommeraufenthaltes in Rueil entstanden. Überliefert ist, dass er nicht nur die Blumen des Gartens malte, sondern ihm seine Freundin Méry Laurent Blumensträuße schicken ließ, die Manet als Vorlage für seine Bilder dienten. Die Arbeit an den kleinformatigen Blumenbildern konnte Manet im Sitzen ausführen, was für ihn aufgrund seiner Krankheit eine erhebliche Erleichterung darstellte.
Manet platzierte seinen Blumenstillleben meist auf der Marmorplatte eines Bistrotisches. Ein solcher Bistrotisch befand sich in Manets Atelier und er taucht neben den Blumenstillleben auch in anderen Gemälden, beispielsweise in der Bar in den Folies-Bergère von 1881 auf. Als Gefäße für die Blumenstillleben sind sieben unterschiedliche Glasvasen bekannt, die teilweise mit japanischen Motiven verziert sind. Bei den Blumen finden sich Tulpen, Pfingstrosen, Rosen, Klematis und immer wieder Flieder. Teilweise sind die Blumen zu gemischten Sträußen arrangiert, teilweise gibt es nur eine Sorte in der Vase. Ein auf weißen Flieder beschränktes Motiv findet sich neben dem Berliner Bild in einer anderen Version mit dem Titel Weißer Flieder in einer Kristallvase (Nelson-Atkins Museum of Art, Kansas City (Missouri)). Bei diesem Bild wählte Manet eine Vase mit viereckigem Boden, während Bildaufbau und Ausführung wenig Unterschiede zur Berliner Version zeigen. Auffällig ist in beiden Bildern der deutliche Kontrast zwischen den weißen Blüten und dem dunklen Hintergrund. Dieser Hell-Dunkel-Effekt erinnert an niederländische Malerei des 17. Jahrhunderts, auf die Manet in seinen Werken immer wieder Bezug nahm. Er war selbst mit einer Niederländerin verheiratet und hatte die Niederlande mehrfach besucht, dort verschiedene Museen besichtigt und bewunderte neben Rembrandt vor allem Frans Hals. In den Werken beider Künstler finden sich ebenfalls starke Hell-Dunkel-Kontraste.
Ob Manet mit seinen Blumenstillleben eine symbolische Aussage treffen wollte, ist nicht bekannt. Sicher kannte er die Bedeutung von in Stillleben dargestellten Objekten als Vanitssymbole. Blumen, die nach kurzer Blüte ihre Pracht verlieren, waren Manet als Zeichen der Vergänglichkeit angesichts der eigenen schweren Krankheit bestimmt bewusst. Darüber hinausgehende Interpretationen müssen spekulativ bleiben. Das Weiß des Flieder kann zwar als Farbe der Unschuld gesehen werden, aber ob eine solche Absicht bei Manet bestand oder ihn einfach der Kontrast zwischen Weiß und Schwarz reizte, bleibt unbeantwortet. In anderen Blumenstillleben Manets wird gelegentlich zudem eine religiöse Komponente gesehen. Beispielsweise könnte der Künstler im Gemälde Vase mit weißem Flieder und Rosen (Dallas Museum of Art) mit den drei Rosen auf die Dreifaltigkeit hingedeutet haben. Aber auch hierfür gibt es keine gesicherten Hinweise und eine besondere Religiosität Manets ist nicht überliefert. Für die Kunsthistorikerin Ina Conzen sind die letzten Blumenstillleben Manets „eine Malerei, die den impressionistische leichten Duktus der Spätzeit aufweist, jedoch von einem ewigen inneren Glühen erfasst zu sein scheint, das unabhängig ist von akzidentellen äußeren Lichtmomenten.“

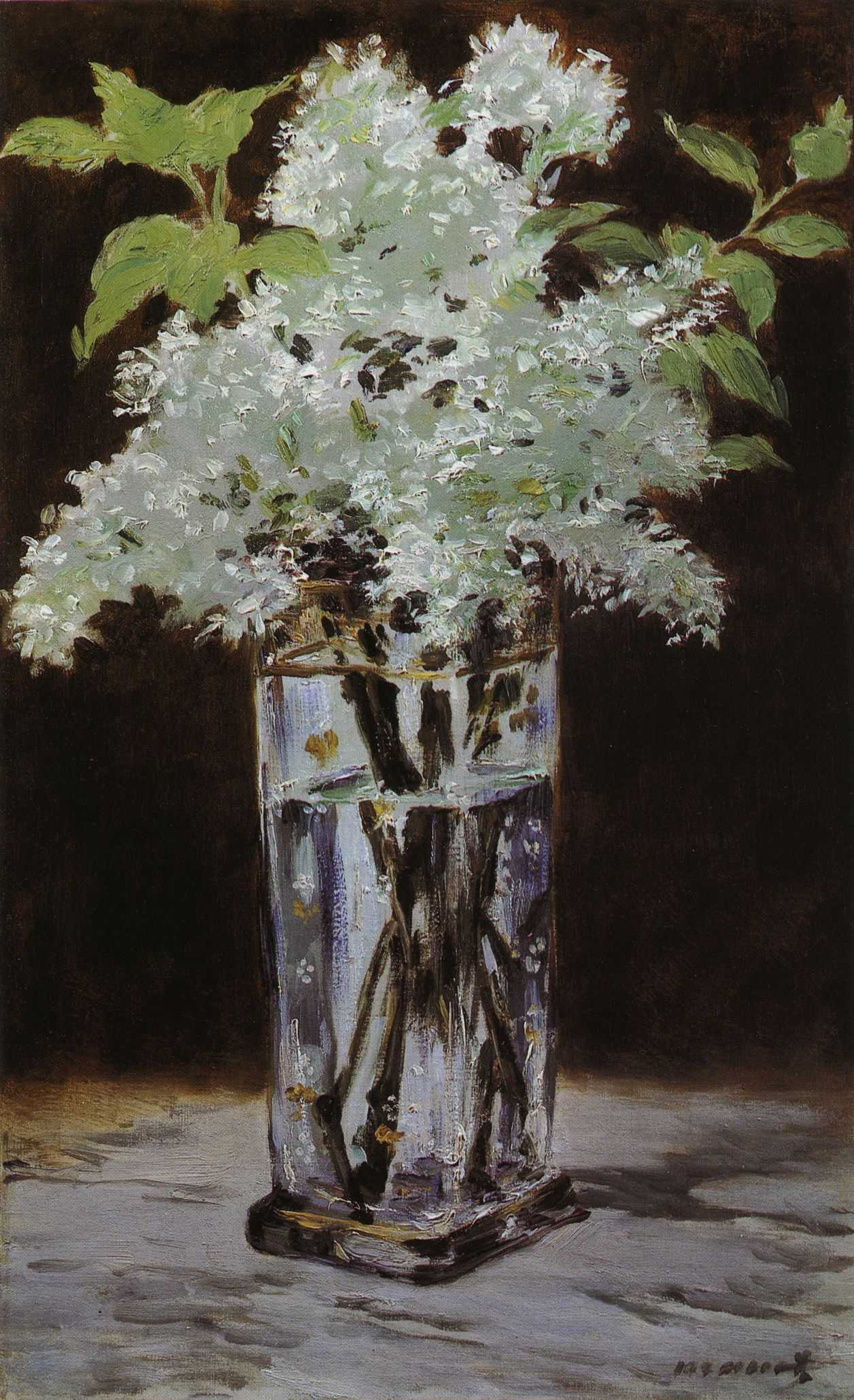
Édouard Manet: Weißer Flieder in einer Kristallvase, 1882
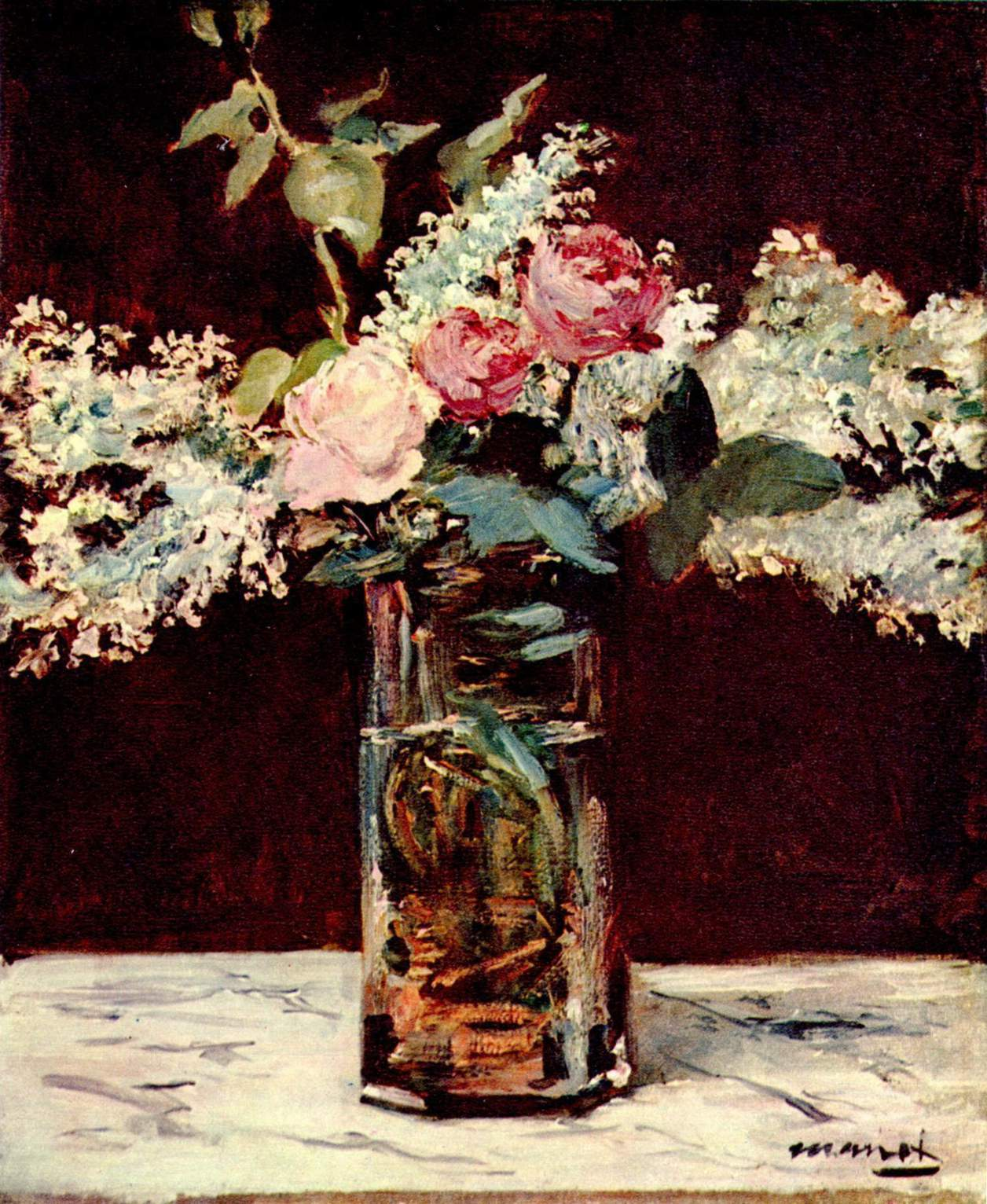
Édouard Manet: Vase mit weißem Flieder und Rosen, 1883

## Provenienz

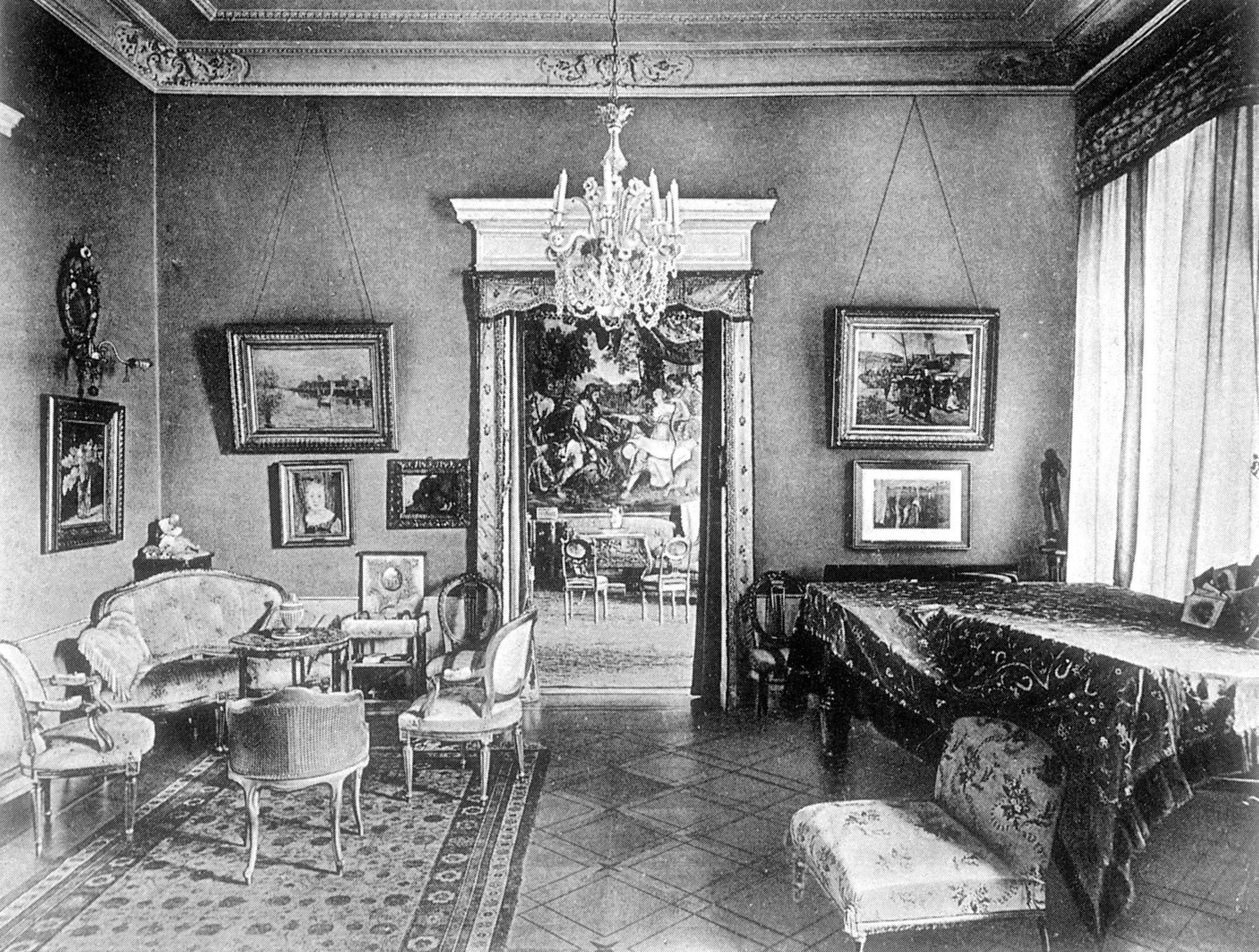
Musikzimmer von Carl und Felicie Bernstein - Manets Fliederstrauß hängt an der linken Wand

Das Berliner Sammlerpaar Carl und Felicie Bernstein kaufte das Gemälde kurz nach der Entstehung 1882 während eines Parisaufenthaltes. Der Verkauf kam mutmaßlich durch Vermittlung von Carl Bernsteins Cousin Charles Ephrussi zustande, der zu Manets Freunden gehörte und selbst einige seiner Bilder besaß. Die Bernsteins hatten als erste Sammler in Deutschland impressionistische Gemälde erworben und in ihrem Salon Kunstfreunden gezeigt. Sie trugen damit maßgeblich zur Verbreitung dieser Malerei bei. Neben dem Gemälde Der Fliederstrauß besaßen sie auch Manets Stillleben Päonien und Kristallvase mit Rosen, Tulpen und Flieder. Die letzten beiden Bilder gingen später in die Sammlung von Max Liebermann über, während Der Fliederstrauß nach dem Tod von Felicie Bernstein 1908 als Vermächtnis in die Sammlung der Nationalgalerie gelangte.
Zunächst kam das Gemälde ins Depot der Nationalgalerie auf der Museumsinsel, bevor es 1919 in der Neuen Abteilung der Nationalgalerie Berlin im Kronprinzenpalais ausgestellt wurde. Nach Auslagerung der Bestände der Nationalgalerie im Zweiten Weltkrieg gehörte Der Fliederstrauß zu den Werken, die nach Kriegsende in den Westteil Berlins gelangten. Dort wurde das Bild zunächst in der Orangerie des Schlosses Charlottenburg und ab 1968 in der Neuen Nationalgalerie im Kulturforum gezeigt. Nach der deutschen Wiedervereinigung und der Zusammenführung der getrennten Museumsbestände in Ost und West kehrte das Gemälde wieder in das Gebäude der Alten Nationalgalerie zurück.

## Weblink
- Der Fliederstrauß in der Online-Datenbank der Staatlichen Museen zu Berlin